# 迈克尔·斯帕弗
迈克尔·斯帕弗（英語：Michael Peter Todd Spavor，1976年—），男，加拿大人。曾在朝鲜民主主义人民共和国工作，现任“长白山文化交流中心”（Paektu Cultural Exchange）主任。

## 生平
迈克尔·斯帕弗是「長白山文化交流中心」（Paektu Cultural Exchange）主任，该组织的目的是促进朝鲜民主主义人民共和国的投资和旅游,他曾促成前NBA球星丹尼斯·罗德曼與金正恩會面。斯帕弗還曾在平壤擔任一家加拿大非政府組織轄下機構的教師以及在中华人民共和国吉林省延吉市開設學校。斯帕弗曾受邀觀摩朝鲜民主主义人民共和国閱兵儀式。

## 被中国政府指控
2018年12月，迈克尔·斯帕弗在中朝边境中华人民共和国一侧的丹东市生活和工作时，他被辽宁省国家安全厅警察拘留，据报道在那里他每天接受长达八小时的审讯，他的牢房里的灯一天24小时都亮着，他被拒绝会见领事官员和他的律师。
加拿大政府指控此事件為中華人民共和國政府對孟晚舟事件的報復，是中国政府利用任意拘留为工具以达成国际或国内政治目标，西方国家批评中国拘捕斯帕弗是人质外交，西方国家对中国这项策略表达关切，对于这种人质外交，英国、法国、德国及美国均强调这在国际社会是无法接受的行为。
2021年8月11日，辽宁省丹东市中级人民法院判决迈克尔·斯帕弗犯为境外刺探、非法提供国家秘密罪，处有期徒刑十一年，并处没收个人财产人民币五万元，驱逐出境。加拿大總理賈斯汀·杜魯多就此表示，對邁克爾案件的定罪及量刑是絕對不可接受及不公正，邁克爾經過超過兩年半的任意拘留、缺乏透明度的司法程序，有關審訊甚至不符合國際法要求的最低標準。

### 结果
2021年9月24日，隨著孟晚舟与美国司法部达成延期起诉协议，承认美国政府对其误导国际金融机构之指控的真实性并负主要责任，并且承诺在2022年前不再触犯美国联邦刑法之后，加拿大因美国撤销了引渡程序释放了孟晚舟回到中國大陸，斯帕弗随即被中国政府释放 。中国外交部表示，此前康明凯、斯弗均已亲笔书写了认罪悔罪材料，承认自己危害中国国家安全的犯罪事实。
当地时间9月25日早晨5点40分左右，康明凱与斯帕弗乘坐的加拿大皇家空军专机降落在卡尔加里国际机场，受到加拿大总理特鲁多与外交部长马克·加尔诺前往机场迎接与拥抱，斯帕弗随后在当地与家人团聚。在返回加拿大后，斯帕弗于10月1日透过加拿大外交部发布首次声明，对与家人团聚感到「欣喜若狂」，表示「当我开始理解我们从加拿大人和世界各地的人那里得到持续的支持时，我感到很谦卑，谢谢。我很感激在外面和我周围的简单事物」。加拿大外交部在声明中表示将尊重他们的隐私，不会提供进一步的评论。

### 二人内讧
2023年11月，加拿大《环球邮报》称，斯帕弗称康明凯的情报工作失误致使二人在中国被捕，康明凯的律师随后表示，斯帕弗的指控毫无根据。同年12月26日，加拿大《环球邮报》援引加拿大政府内部人士称，加政府为二人提供约300万加元的赔偿以换取庭外和解，避免外界因斯帕弗提起正式诉讼而导致外界关注于政府“安全报告（Global Security Reporting Program ，GSRP）项目”。斯帕弗的律师称，加政府对于GSRP在中国的运作方面存在严重过失。加拿大国家安全与情报审查署对GSRP的审查报告显示，GSRP 是在 明显的灰色地带 运作。。
2024年3月，斯帕弗与加拿大政府达成了700万加元的和解协议。